# Les Bijoux (Baudelaire)
Pour les articles homonymes, voir Les Bijoux.
Les Bijoux est un poème écrit par Charles Baudelaire et publié pour la première fois dans Les Fleurs du mal en 1857,, puis censuré dans l'édition de 1861 à cause d'une condamnation de Baudelaire pour « outrage à la morale publique et aux bonnes mœurs ». Il est republié en 1866, à Bruxelles, dans le recueil Les Épaves.
Constitué de huit quatrains en alexandrins, le poème décrit une femme nue, parée uniquement de bijoux, et s'offrant à l'amour du narrateur.

## Un neuvième quatrain
En 2019, au cours lors d'un inventaire de succession, fut découvert un neuvième quatrain, écrit de la main même de Charles Baudelaire, dans une édition des Fleurs du Mal datant de 1857,, dédicacé de la main du poète au critique littéraire Gaston de Saint-Valry (d) : 

« Et je fus plein alors de cette Vérité :
Que le meilleur trésor que Dieu garde au Génie
Est de connaître à fond la terrestre Beauté,
Pour en faire jaillir le Rythme et l’harmonie. »

## Versions musicale  et chantée
Ce poème (dans sa version originale d'avant 2019) a été mis en musique par Léo Ferré et enregistré par lui en 1967 dans son double album Léo Ferré chante Baudelaire,. La chanson a ensuite été reprise par Yves Montand dans les années 1980,.

## Référence dans la culture populaire
- Dans le film "Le gendarme et les extraterrestres", avec De Funès, trois gendarmes, après avoir croisé un trio de belles jeunes femmes (en fait des extraterrestres qui s'étaient métamorphosés), se mettent à déclamer ces vers de Charles Baudelaire.